# Blue Beetle (film)
Pour les articles homonymes, voir Blue et Beetle.
Série DC Extended Universe
The Flash
(2023) Aquaman et le Royaume perdu
(2023)
Pour plus de détails, voir Fiche technique et Distribution.
Blue Beetle est un film américain réalisé par Angel Manuel Soto, sorti en 2023.
Quatorzième film du DC Extended Universe, il met en scène le personnage de Blue Beetle, dans sa version plus récente créée par Keith Giffen.

## Synopsis
Dans une zone montagneuse de l'Antarctique, Victoria Kord — qui dirige désormais seule l'entreprise familiale Kord Industries — fait mener d'intenses fouilles pour trouver un ancien artefact extraterrestre.
Jaime Reyes est un jeune adulte américain d'origine mexicaine. Après avoir fini ses études, il retrouve ses proches à Palmera City : ses parents, sa sœur Milagro, son oncle excentrique Rudy et sa grand-mère Nana. La famille vit dans un quartier populaire de Palmera City mais est sur le point d'être expulsée.
Après avoir perdu son emploi dans une résidence luxueuse, Jaime se voit proposer un emploi par Jenny Kord, la nièce de Victoria. La jeune femme est en total désaccord avec les agissements de sa tante qui veut créer des armes. Jenny confie alors à Jaime une étrange boîte en lui disant de ne surtout pas l'ouvrir. De retour chez lui, poussé par sa famille, Jaime l'ouvre et y découvre une petite
sculpture de scarabée bleu métallique. L'insecte fusionne avec le jeune homme qui va alors devenir Blue Beetle, un super-héros à la force surhumaine.

## Fiche technique
Sauf indication contraire, les informations mentionnées dans cette section peuvent être confirmées par la base de données cinématographiques IMDb,  présente dans la section « Liens externes ».
- Titre original : Blue Beetle
- Réalisation : Angel Manuel Soto
- Scénario : Gareth Dunnet-Alcocer, d'après le personnage créé par Keith Giffen, John Rogers et Cully Hamner
- Musique : The Haxan Cloak
- Direction artistique : Jay Pelissier
- Décors : Jon Billington
- Costumes : Mayes C. Rubeo
- Photographie : Pawel Pogorzelski
- Montage : Craig Alpert
- Production : John Rickard
- Production déléguée : Zev Foreman, Walter Hamada et David Siegel
- Société de production : DC Studios
- Société de distribution : Warner Bros. Pictures
- Budget : 104 000 000 $
- Pays de production :  États-Unis
- Langue originale : anglais
- Format : couleur
- Genre : super-héros, action, science-fiction
- Durée : 127 minutes
- Dates de sortie[1] : 
  - France : 16 août 2023
  - États-Unis, Québec : 18 août 2023
- Classification :
  - États-Unis : PG-13 (les enfants de moins de 13 ans doivent être accompagnées d'un adulte)

## Distribution
- Xolo Maridueña (VF : Sébastien Baulain ; VQ : Nicolas Bacon) : Jaime Reyes / Blue Beetle
- Bruna Marquezine (VF : Garance Thénault ; VQ : Eloisa Cervantes) : Jenny Kord
- Raoul Trujillo (VF : Frédéric Souterelle ; VQ : Normand D'Amour) : lieutenant Ignacio Carapax
- Susan Sarandon (VF : Béatrice Delfe ; VQ : Claudine Chatel) : Victoria Kord
- George Lopez (VF : Julien Kramer ; VQ : Manuel Tadros) : Rudy Reyes
- Belissa Escobedo (VF : Joséphine Ropion ; VQ : Sandrine Fagnant) : Milagro Reyes
- Adriana Barraza : Nana
- Elpidia Carrillo (VF : Ethel Houbiers ; VQ : Valérie Gagné) : Rocío Reyes
- Damián Alcázar (VF : Bernard Gabay ; VQ : Stéphane Jacques) : Alberto Reyes
- Becky G (VF : Carla Poquin ; VQ : Lauriane S. Thibodeau) : Khaji-Da (voix)
- Harvey Guillén (VF : Romain Altché) : Dr Sanchez

 Source et légende : version française (VF) sur RS Doublage ; version québécoise (VQ) sur Doublage.qc.ca

## Production

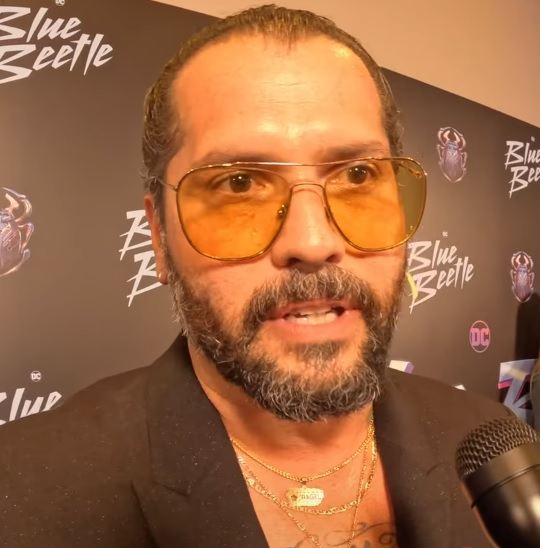
Le réalisateur portoricain Angel Manuel Soto.

### Genèse et développement
En novembre 2018, il est révélé que Warner Bros. et DC Films développent un film basé sur Jaime Reyes, l'un des porteurs du costume de Blue Beetle. Peu après, le scénariste Gareth Dunnet-Alcocer est annoncé sur le projet. C'est le premier film de l'univers cinématographique DC avec un personnage principal latino. En décembre 2020, DC Films annonce que des films au budget plus modeste seront diffusés sur la plateforme HBO Max, en plus des films diffusés en salles. Blue Beetle fait partie des projets annoncés en 2021. Le réalisateur porto-ricain Angel Manuel Soto est engagé en février 2021. En avril 2021, Blue Beetle est évoqué pour une sorti en 2022 ou 2023. John Rickard est annoncé à la production du HBO Max en août 2021. Alors que le tournage est attendu pour 2022, il est finalement annoncé en décembre 2021 par Warner Bros. que le film sortira en salles à l'été 2023 et non à la vidéo à la demande sur HBO Max.
En avril 2022, le réalisateur Angel Manuel Soto et le directeur de la photographie Pawel Pogorzelski se rendent à El Paso au Texas pour rencontrer des artistes locaux, comme des muralistes, des musiciens et des historiens pour tenter de comprendre et de ressentir le style de cette ville proche de la frontière entre les États-Unis et le Mexique
.

### Attribution des rôles
Xolo Maridueña était le premier choix d'Angel Manuel Soto pour le rôle-titre dès qu'il a été choisi comme réalisateur. La participation de l'acteur est officiellement confirmée en août 2021 lors de l'avant-première de The Suicide Squad.
En mars 2022, l'actrice brésilienne Bruna Marquezine est choisie pour incarner Jenny Kord, alors que Belissa Escobedo jouera la sœur du personnage principal. La présence de Harvey Guillén est également confirmée. La distribution s’étoffe ensuite avec les arrivées de George Lopez, Adriana Barraza, Elpidia Carrillo et Damián Alcázar. Toujours en mars, il est révélé que Sharon Stone est en négociation pour incarner l'antagoniste principale, Victoria Kord, un personnage inédit peut-être en lien avec Ted Kord, le second Blue Beetle dans les comics. Raoul Trujillo est ensuite annoncé dans le rôle de Carapax (en). C'est finalement Susan Sarandon qui incarne le rôle de Victoria Kord, aucun accord avec Sharon Stone n'ayant été trouvé.

### Tournage
Le tournage commence le 25 mai 2022 et s'achève le 18 juillet 2022. Il se déroule dans la région métropolitaine d'Atlanta dans l'État de Géorgie notamment dans les Wilder Studios de Decatur. Les prises de vues ont également lieu à El Paso au Texas et à Los Angeles,.

## Accueil

### Box-office
Blue Beetle a rapporté 72,5 millions de dollars aux États-Unis et au Canada, et 58,3 millions de dollars dans d'autres territoires, pour un total mondial de 130,8 millions de dollars. Le film a été considéré comme une catastrophe au box-office et est le film le moins rentable du DCEU.
Aux États-Unis et au Canada, Blue Beetle est sorti face à Backstreet Dogs et devrait rapporter entre 25 et 32 millions de dollars dans 3 871 cinémas lors de son week-end d'ouverture,. Le film a rapporté 10 millions de dollars le premier jour, dont 3,3 millions de dollars grâce aux avant-premières de jeudi soir. Il a ensuite atteint 25 millions de dollars, dépassant le box-office et devenant le premier film à détrôner Barbie ; 39 % du public du week-end d'ouverture était hispanique, tandis que 66 % étaient des hommes. Warner Bros. a blâmé la tempête tropicale Hilary comme raison derrière la mauvaise ouverture nationale. L'ouverture mondiale du film, d'une valeur de 43 millions de dollars, a été décrite par Variety comme « l'un des démarrages les plus doux de l'histoire de l'univers cinématographique DC ».
Le film a rapporté 12,2 millions de dollars lors de son deuxième week-end (soit une baisse de 51 %), terminant troisième derrière les nouveaux venus Gran Turismo et Barbie . La Journée nationale du cinéma , une journée au cours de laquelle les cinémas offrent des billets à prix réduit aux cinéphiles, a été reconnue pour avoir augmenté les chiffres du film le dimanche lors de son deuxième week-end. Il a gagné 7,1 millions de dollars lors de son troisième week-end (et un total de 9,4 millions de dollars pendant le week-end de 4 jours de la fête du Travail ), restant à la troisième place.

### Accueil critique
Sur le site agrégateur d'avis Rotten Tomatoes, 78 % des 271 avis critiques sont positifs, avec une note moyenne de 6,4/10. Le consensus du site Web se lit comme suit : "Mené par la performance magnétique de Xolo Maridueña dans le rôle titre, Blue Beetle est un film de super-héros rafraîchissant, axé sur la famille, avec beaucoup d'humour et de cœur." Sur Metacritic, le film obtient une note moyenne pondérée de 61 sur 100 provenant de 52 critiques, indiquant « des critiques généralement favorables ». Le public interrogé par CinemaScore a attribué au film une note moyenne de « B+ » sur une échelle de A+ à F, tandis que PostTrak a rapporté que les cinéphiles ont attribué au film une note positive de 82 %, dont 65 % ont déclaré qu'ils le recommanderaient certainement.
Mark Kermode de The Observer a donné au film 4/5 étoiles, écrivant : « Blue Beetle est peut-être chargé de feux d'artifice visuels qui fusionnent parfaitement le pratique et le virtuel, mais c'est l'interaction sympathique entre ses personnages terre-à-terre qui donne le punch du film, ce qui en fait plus qu'un simple jeu de style Shazam." Odie Henderson du Boston Globe a donné au film 3/4 étoiles, le qualifiant de "une perte de temps regardable améliorée par les acteurs et la cinématographie de Pawel Pogorzelski". Justin Lowe de l'AV Club lui a attribué une note B, en écrivant : « Les cinéastes et l'équipe SFX ont créé un style visuel mémorable pour le film, soutenu par un large éventail de talents latinos qui sous-tendent l'authenticité du film. le récit et les visuels. » Clarisse Loughrey de The Independent lui a attribué 3/5 étoiles, le qualifiant de « version sympathique, bien que prévisible, de l'histoire d'origine du super-héros qui n'évoque à aucun moment le voyage dans le temps, le multivers ou un gigantesque portail dans le ciel. Et Dieu merci pour ça. »
Jake Wilson de The Age a été plus critique en écrivant : « Le réalisateur Angel Manuel Soto et le scénariste Gareth Dunnet-Alcocer font de leur mieux pour intégrer quelques éléments progressifs supplémentaires dans cette production fondamentalement routinière, évidemment destinée aux jeunes téléspectateurs. » Il a attribué au film 2,5/5 étoiles. Ed Potton du Times lui a donné 2/5 étoiles et a écrit : « Blue Beetle est le dernier produit sorti de la chaîne de production de super-héros et il est aussi fastidieux que les grèves ferroviaires et les mois d'août pluvieux. La seule chose qui différencie cette adaptation de DC Comics. par rapport à ses nombreux prédécesseurs, il y a le fait que ses personnages sont pour la plupart latino-américains. Brian Lowry de CNN a fait l'éloge du casting et des séquences d'action, mais a critiqué le méchant comme étant « moche ». Il a conclu : "Blue Beetle pourrait peut-être s'envoler dans la stratosphère, mais cela ressemble à un obstacle que le film ne surmonte tout simplement pas."